# Franz Valinski
Franz Valinski (* 29. Juli 1914 in Berlin; † 1. Mai 1942 an der Ostfront) war ein deutscher Fußballspieler.

## Spielerkarriere
Franz Valinski spielte ab 1932 für die erste Mannschaft von Hertha BSC. Dort kam er zunächst nicht an Stammtorhüter Paul Gehlhaar vorbei und bestritt lediglich das letzte Saison Spiel gegen den BFC Preussen zu einem Zeitpunkt, als Herthas Staffelsieg bereits feststand. Im Laufe der Meisterschaftsrunde des VBB wurde er die Nummer eins im Tor und verhalf seinem Club zum Sieg. Dadurch wurde die Endrunde um die Deutsche Meisterschaft 1933 erreicht. Allerdings mussten sich die Berliner dort schon in der ersten Runde dem SV Hindenburg Allenstein mit 1:4 geschlagen geben. In der folgenden Saison blieb Valinski im Hertha-Tor, verpasste aber hinter dem BFC Viktoria 1889 die Titelverteidigung. Auch 1934/35 gehörte Valinski zunächst zur Stammelf, am Ende der Saison löste ihn Gehlhaar jedoch wieder ab. Auch bei der Deutschen Meisterschaft 1935 bekam Gehlhaar den Vorzug, konnte das Aus in der Gruppenphase jedoch nicht verhindern.
Daraufhin verließ Franz Valinski Hertha und ging zum Berliner SV 92, wo er auf Anhieb Berliner Meister vor Minerva 93 wurde und sich für die DM-Endrunde 1936 qualifizierte. Dort kam er in vier von sechs Spielen zum Einsatz. Der BSV schied auf Platz drei bereits in der Gruppenphase aus.
1941/42 bestritt Valinski dann noch einmal eine letzte Partie für Hertha BSC, bevor er im Zweiten Weltkrieg fiel.

## Erfolge
- Berliner Meister: 1933, 1935 (Hertha BSC) und 1936 (Berliner SV)